# وزیر آموزش بریتانیا
وزیر آموزش بریتانیا (انگلیسی: Secretary of State for Education) از وزرای کابینه بریتانیا است، که در سال ۱۹۹۲ تأسیس شد و وظیفه مدیریت بر وزارت آموزش بریتانیا را برعهده دارد.